# Cloud
Cloud – niezależna komputerowa gra logiczna stworzona w 2005 roku przez zespół studentów University of Southern California. Produkcja gry Cloud rozpoczęła się w styczniu 2005 roku, gdy zespół otrzymał od uczelni stypendium o wartości 20 tysięcy dolarów amerykańskich; została ona udostępniona do bezpłatnego pobrania w październiku tego samego roku. Do lipca 2006 roku stronę projektu odwiedzono 6 milionów razy, a sama gra została pobrana 600 tysięcy razy.
Jej tematyka skupia się na chłopcu, który podczas snu w łóżku szpitalnym marzy o lataniu. Pomysł oparto na doświadczeniach z dzieciństwa głównego projektanta gry, Jenovy Chena, który często przebywał w szpitalu z powodu astmy i samotnie snuł marzenia w swoim pokoju. Gracz, wcielając się w rolę chłopca, może fruwać w świecie marzeń i manipulować chmurami w celu rozwiązania zagadek. Celem gry było wywołanie w graczach emocji, których pozbawione były produkcje z przemysłu gier komputerowych.
Gra Cloud zdobyła nagrody studenckie na niezależnym konkursie Slamdance Guerilla Games Competition i festiwalu Independent Games Festival w 2006 roku. Uzyskała ona pozytywne recenzje krytyków, którzy wskazywali oprawę audiowizualną oraz odprężającą atmosferę jako jej mocne strony. Chen wraz z producentką Kellee Santiago założył studio Thatgamecompany, rozważając stworzenie remake'u gry Cloud jako komercyjnej produkcji komputerowej.

## Rozgrywka
Cloud, jednoosobowa gra komputerowa przeznaczona na platformę Microsoft Windows, traktuje o chłopcu, który podczas snu w łóżku szpitalnym marzy o locie w niebiosach. Gracz przejmuje kontrolę nad awatarem śpiącego chłopca – jego odwzorowaniem w wymarzonej rzeczywistości – i prowadzi go przez wymyślony świat. Składa się on z kilku wysp oraz chmur gromadzących światło. Kierunek i szybkość ruchu awatara można kontrolować za pomocą myszy. Ruch odbywa się głównie na płaszczyźnie poziomej, aczkolwiek lot w pionie może być osiągnięty poprzez przytrzymanie środkowego przycisku myszy. Rozgrywający może wchodzić w interakcję z chmurami tylko wtedy, gdy leci poziomo.
W grze zawarte są trzy rodzaje chmur: białe obłoki, które podążają za awatarem; szare, które po dotknięciu przekształcają się w białe; oraz ciemne, które mogą być połączone z białymi chmurami w celu wywołania deszczu, co powoduje rozproszenie obu ich rodzajów. Większa ilość białych chmur może łatwiej rozproszyć mniejszą ilość ciemnych obłoków niż w przypadku, gdy gracz połączy oba ich rodzaje w równych proporcjach, i odwrotnie. Białe obłoki przestają podążać za awatarem, jeżeli gracz porusza się zbyt szybko, natomiast jego ponowne zbliżenie do nich powoduje ponowną interakcję białych chmur z awatarem. Każda z czterech misji w Cloud ma różny cel, między innymi formowanie wzorów na niebie za pomocą chmur, usunięcie czarnych obłoków i zainicjowanie opadów deszczu nad każdą z wysp.

## Tworzenie

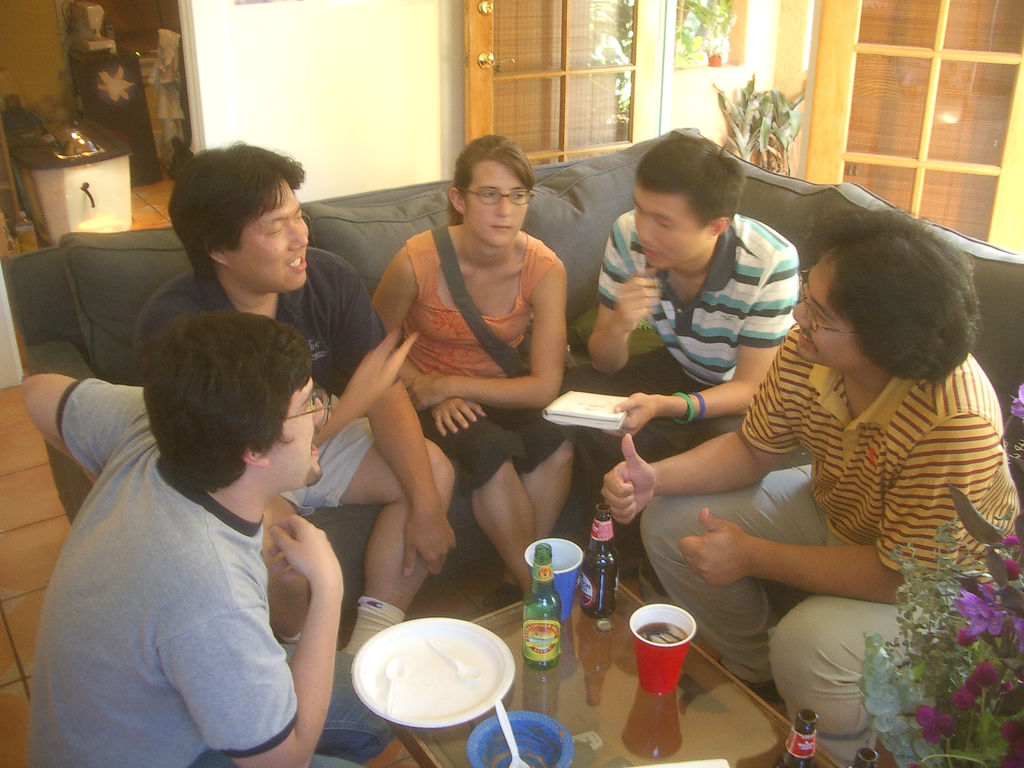
Członkowie zespołu, który stworzył grę Cloud. Od lewej: Erik Nelson, Glenn Song, Kellee Santiago, Jenova Chen i Vincent Diamante

Gra Cloud została stworzona i wydana w 2005 roku przez zespół siedmiu studentów wydziału Interactive Media uczelni University of Southern California w ramach pracy magisterskiej. Nie powstała na potrzeby zajęć. Produkcja gry rozpoczęła się w styczniu 2005 roku, a wydano ją w końcu października tego samego roku. Zespołowi przewodził Jenova Chen, a w jego skład wchodzili Stephen Dinehart, Erik Nelson, Aaron Meyers, Glenn Song, kompozytor Vincent Diamante i producentka Kellee Santiago. Ścieżka dźwiękowa autorstwa Diamante została opublikowana przez przedsiębiorstwo Electronic Arts. Na wsparcie produkcji prac eksperymentalnych w 2005 roku zespół uzyskał uczelniane stypendium w wysokości 20 tysięcy dolarów amerykańskich. Pomysł na grę powstał częściowo w oparciu o przeżycia Chena z dzieciństwa, gdy był leczony w szpitalu na astmę i snuł marzenia podczas oczekiwania na lekarzy.
Zdaniem Chena Cloud została stworzona w celu rozszerzenia spektrum emocji, jakie wywołują gry komputerowe. Chen jako pierwszy wymyślił założenia gry; podczas drogi na uczelnię spojrzał na niebo i zauważył różnicę między puszystymi obłokami w Los Angeles i zanieczyszczonymi, szaroburymi chmurami z Szanghaju, w którym się urodził. Wtedy pomyślał, że zrobi grę o chmurach. Otrzymała ona fabułę, by zostało stworzone jej założenie i gracz zaangażował się w nią emocjonalnie. Jednakże zespół unikał zbytniego rozbudowania historii, ponieważ mogłoby to odwrócić uwagę gracza od przeżyć związanych z wolnym lotem i kształtowaniem chmur. Na wczesnym etapie tworzenia gra miała wprowadzone tło fabularne o kosmicie zamierzającym oczyścić środowisko, jednakże zostało ono skrócone do prostego, poetyckiego wprowadzenia do właściwej akcji – dziecka łapiącego chmury w łóżku szpitalnym. W zamierzeniu twórców Cloud miała przekazywać uczucie młodości, wolności i potęgi wyobraźni. Została skonstruowana na podstawie zmodyfikowanej wersji silnika gry, który został stworzony przez niektórych członków zespołu na potrzeby ich poprzedniego dzieła, Dyadin. Na wystawie studenckiej, podczas Game Developers Conference w 2006 roku, Chen i Santiago zareklamowali Cloud przedstawicielowi Sony, Johnowi Hightowi, jako pierwszą grę z gatunku „zen”. Hight wyrażał zainteresowanie dziełem, ale Sony odmówiło jego publikacji.

## Odbiór gry i jej następstwa
W styczniu 2006 roku Cloud zdobyła nagrodę Best Student Philosophy (najlepsza filozofia studencka) za osiągnięcie artystyczne w konkursie Slamdance Guerrilla Games Competition, jaki odbył się na niezależnym festiwalu Slamdance Film Festival, a także otrzymała nagrodę Student Showcase (wystawa studencka) na Independent Games Festival. W marcu tego samego roku jako laureat tego festiwalu Cloud pojawiła się na Game Developers Conference. Pokazywały ją kanały telewizyjne Spike TV, G4 i CBS News. Gra natychmiast po ukazaniu się wzbudziła spore zainteresowanie; duży ruch na stronie projektu spowodował przeciążenie serwerów, także na witrynie samej uczelni. Do lutego 2006 roku, zaledwie trzy miesiące po opublikowaniu gry, jej strona została odwiedzona ponad milion razy, a pobrano ją ponad 300 tysięcy razy. Do lipca 2006 roku liczba pobrań przekroczyła 600 tysięcy razy przy 6 milionach odwiedzin.
Gra otrzymała pozytywne recenzje krytyków. Joel Durham, Jr. ze strony GameSpy uznał całość gry Cloud za doskonałą, jako jej zalety wskazując oprawę audiowizualną oraz uczucie lotu. William Usher ze strony Game Tunnel również chwalił oprawę graficzną i udźwiękowienie, punktując je za odprężającą atmosferę i uznając grę za jedno z najlepszych artystycznych przedsięwzięć interaktywnych w historii. Recenzent pisma „Game Informer” stwierdził, że gra zapowiedziała świetlaną przyszłość, w której produkcje interaktywne będą wywoływać większy zakres emocji; pisał też jednak, że Cloud jest bardziej szczególnym przeżyciem niż grą. Ron White z czasopisma „PC World” podobnie nazwał ją najbardziej relaksującym przeżyciem w życiu. Durham wnioskował, że Cloud pozwala odpocząć umysłowi.
Chen i Santiago kontynuowali tworzenie gier komputerowych, zakładając studio Thatgamecompany. Kompozytor Vincent Diamante i Erik Nelson pracowali dla tego przedsiębiorstwa przy jego drugiej grze, Flower. Thatgamecompany rozważała stworzenie komercyjnego remake'u gry Cloud, ale twórcy zdecydowali, że zrobią to jedynie przy braku innych pomysłów.